# Person of Interest (singolo)
Person of Interest è il terzo singolo della cantante Rebecca Black. È stato pubblicato su iTunes dall'etichetta discografica RB Records il 15 novembre 2011.

## Produzione
Il primo annuncio fu dato tramite il profilo Twitter della Black che disse che stava per registrando un nuovo videoclip il 25 ottobre 2011. In un'intervista di mun2 ha annunciato che il titolo sarà "Person of Interest".
Il 10 novembre ha invece pubblicato sul suo profilo di Facebook la copertina ufficiale della canzone.

## Video musicale
Il 3 novembre 2011 Black ha pubblicato una piccola anticipazione del video sul suo canale YouTube. In seguito anche nella giornata del 10 novembre dello stesso anno pubblicò un altro teaser. Il videoclip è stato pubblicato insieme alla canzone il 15 novembre 2011. Nelle prime quarantotto ore il video ha raggiunto un milione di visualizzazioni.
È stato girato al Golf N' Stuff di Norwalk.

## Critiche
La canzone ha ricevuto critiche negative, ma non universalmente.